# Rivière Noire (rivière Bécancour)
Pour les articles homonymes, voir Rivière Noire.
La rivière Noire est un affluent de la rivière Bécancour laquelle est un affluent de la rive sud du fleuve Saint-Laurent. La rivière Noire coule dans les municipalités de Inverness, Laurierville, Plessisville (paroisse) et Notre-Dame-de-Lourdes, dans la municipalité régionale de comté (MRC) de l'Érable, dans la région administrative du Centre-du-Québec, au Québec, au Canada.

## Géographie
Les principaux bassins versants voisins de la rivière Noire sont :
- côté nord : rivière Bécancour ;
- côté est : rivière Bécancour ;
- côté sud : rivière McKenzie, rivière Bécancour ;
- côté ouest : rivière Bourbon, rivière Bécancour.

La rivière Noire prend sa source dans la municipalité de Inverness, au sud-ouest de la rivière Bécancour,  au nord-ouest du centre du village de Inverness et à l'est du centre du village de Laurierville.
À partir de sa source, la rivière Noire coule vers le nord-ouest sur environ 45 km selon les segments suivants :
- vers le nord-ouest jusqu'à la limite municipale de Laurierville puis jusqu'à un pont situé au sud du village de Laurierville ;
- vers l'ouest, en passant au sud du village de Laurierville, jusqu'à la limite municipale de Plessisville puis jusqu'au pont à la décharge du lac Kelly que la rivière traverse vers le sud-ouest ;
- vers le nord-ouest jusqu'à la limite municipale de Notre-Dame-de-Lourdes ;
- vers le nord jusqu'à la confluence de la rivière Perdrix puis jusqu'à la confluence de la rivière Barbue, jusqu'au pont de la route 265 ;
- vers l'ouest, jusqu'à sa confluence rive gauche avec la rivière Bécancour en aval du pont (route 265) de Notre-Dame-de-Lourdes, en amont du hameau Plage-Patry et de la confluence de la rivière Bourbon[2].

## Toponymie
Le toponyme « rivière Noire » a été officialisé le 5 décembre 1968 à la Commission de toponymie du Québec.